# BMW R45
La BMW R45 è una motocicletta prodotta dalla casa motociclistica tedesca BMW Motorrad a partire dal 1970 fino al 1985.

## Descrizione
A spingere la moto c'è un propulsore bicilindrico boxer da 473,4 cm³ (con alesaggio di 70 mm e una corsa di 61,5 mm) a 4 tempi con distribuzione a 2 valvole per cilindro per un totale di 4 comandate tramite aste e bilancieri, con un sistema di lubrificazione a carter umido e raffreddamento misto ad aria/olio. Il motore è dotato di un sistema di alimentazione a carburatori, accensione e avviamento elettrico Il gruppo motore-cambio funge da elemento portante. 
La BMW R 45 era disponibile in due versioni: una versione N meno potente con 20 kW (27 CV) e una versione S più potente con 26 kW (35 CV), per la quale era dichiarata una velocità massima di 160 km/h. 
Nel 1981 la R45 fu sottoposta ad un aggiornamento: i cilindri vennero rivestiti in Nikasil rendendoli più durevoli e leggeri, venne introdotta l'accensione a transistor, la frizione venne modificata, la coppa dell'olio allargata e la lubrificazione dell'albero motore fu ottimizzata.